# Bob Sondaar
Bob Sondaar (1948 - Amsterdam, 16 april 1986) was een Nederlandse handballer. In 1968 debuteerde hij in het Nederlands zaalhandbalteam tegen België en speelde 11 jaar lang voor het nationale team met spelers als Frans van der Heide, Guus Cantelberg en Piet Kivit. Hij speelde zijn hele carrière bij het hoofdstedelijke AHC '31 en was sinds 1974 zowel speler als coach van het team. Op 16 april 1986 overleed hij in zijn woonplaats Amsterdam op 38-jarige leeftijd.
Als beroep was hij leraar lichamelijke opvoeding aan een middelbare school.